# Carnivore (альбом)
Carnivore (с англ. — «Плотоядный») — седьмой студийный альбом американской метал-группы Body Count, выпущенный 6 марта 2020 года на лейбле Century Media Records. Песни «Carnivore» и «Bum-Rush» были выпущены в качестве синглов для продвижения альбома. За песню «Bum-Rush» группа получила премию «Грэмми» в категории лучшее метал-исполнение.

## Об альбоме
Объясняя название альбома, вокалист Ice-T сказал Loudwire в 2018 году, ещё до создания альбома:

По сути, это означает „Нахуй веганов“. Мы считаем, что все плотоядные реально охренительные. Мы плотоядные! Я [на самом деле] не хочу сказать: „Нахуй веганов“. Все вокруг сейчас такие неженки, [и именно поэтому] мы плотоядные.
Оригинальный текст (англ.)It's basically: 'Fuck vegans.' We figure, anything carnivorous pretty much kicks ass. We're carnivorous! I'm not [really] saying 'Fuck vegans.' Everyone's so pussy right now, [so] we're carnivores.

Обложку альбома создал Збигнев М. Беляк. Это первый альбом, в котором Эрни Си не указан в качестве автора ни к одной песне.

## Отзывы критиков
| Совокупная оценка    | Совокупная оценка |
| Источник             | Оценка            |
| -------------------- | ----------------- |
| Metacritic           | 67/100            |
| Оценки критиков      |                   |
| Источник             | Оценка            |
| Consequence of Sound | B                 |
| Exclaim!             | [ 9 ]             |
| Kerrang!             | [ 10 ]            |
| Metal Hammer         | [ 11 ]            |
| Metal Storm          | [ 12 ]            |

Carnivore получил «в целом положительные» отзывы критиков. На сайте-агрегаторе рецензий критиков Metacritic альбом получил средний балл 67 из 100 на основе 4 обзоров. На сайте Album of the Year релиз получил 59 баллов из 100 на основании 6 отзывов критиков

### Признание
| Издание              | Список                                | Позиция | Источник |
| -------------------- | ------------------------------------- | ------- | -------- |
| Consequence of Sound | Top 30 Metal/Hard Rock Albums of 2020 | 19      | [ 14 ]   |
| Loudwire             | Top 70 Rock/Metal Albums of 2020      | N/A     | [ 15 ]   |
| Revolver             | Top 25 Albums of 2020                 | 4       | [ 16 ]   |

## Список композиций
Слова и музыка всех песен — Ice-T, Винсент Деннис, Ill Will и Уилл Путни, помимо указанных.
| №                   | Название                              | Автор(ы)                                                | Длительность |
| ------------------- | ------------------------------------- | ------------------------------------------------------- | ------------ |
| 1.                  | «Carnivore»                           |                                                         | 3:12         |
| 2.                  | «Point the Finger» (feat. Райли Гейл) | Ice-T, Винсент Деннис, Ill Will, Райли Гейл, Уилл Путни | 2:39         |
| 3.                  | «Bum-Rush»                            |                                                         | 3:24         |
| 4.                  | «Ace of Spades» (кавер на Motörhead)  | Эдди Кларк, Лемми, Фил Тейлор                           | 3:00         |
| 5.                  | «Another Level» (feat. Джейми Джаста) | Ice-T, Джейми Джаста                                    | 4:12         |
| 6.                  | «Colors — 2020» (feat. Дэйв Ломбардо) | Ice-T, Afrika Islam                                     | 4:26         |
| 7.                  | «No Remorse»                          |                                                         | 3:13         |
| 8.                  | «When I'm Gone» (feat. Эми Ли)        | Ice-T, Деннис, Ill Will, Эми Ли, Путни                  | 4:36         |
| 9.                  | «Thee Critical Breakdown»             |                                                         | 3:12         |
| 10.                 | «The Hate Is Real»                    |                                                         | 4:01         |
| Общая длительность: | Общая длительность:                   | Общая длительность:                                     | 35:55        |

| №   | Название                                      | Автор(ы)                                        | Длительность |
| --- | --------------------------------------------- | ----------------------------------------------- | ------------ |
| 11. | «6 in tha Morning - 2020» (Невыпущенное демо) | Ice-T, Андре Пьер                               | 3:31         |
| 12. | «No Lives Matter» (Live in Australia 2017)    |                                                 | 4:57         |
| 13. | «Black Hoodie» (Live in Australia 2017)       | Эрни Си, Juan of the Dead, Ice-T, Деннис, Путни | 3:26         |

| №   | Название                                     | Длительность |
| --- | -------------------------------------------- | ------------ |
| 1.  | «Carnivore» (инструментальная)               | 3:12         |
| 2.  | «Point the Finger» (инструментальная)        | 2:39         |
| 3.  | «Bum-Rush» (инструментальная)                | 3:24         |
| 4.  | «Another Level» (инструментальная)           | 4:12         |
| 5.  | «Colors - 2020» (инструментальная)           | 4:26         |
| 6.  | «No Remorse» (инструментальная)              | 3:13         |
| 7.  | «When I'm Gone» (инструментальная)           | 4:12         |
| 8.  | «Thee Critical Breakdown» (инструментальная) | 3:12         |
| 9.  | «The Hate Is Real» (инструментальная)        | 3:54         |
| 10. | «6 in tha Morning - 2020» (инструментальная) | 3:24         |

## Участники записи
Body Count
- Ice-T — ведущий вокал
- Эрни Си — гитары
- Juan of the Dead — гитары
- Винсент Прайс — бас-гитара, дополнительный вокал на «The Hate Is Real»
- Уилл "Ill Will" Дорси младший — ударные
- Шон И Шон — сэмплы, бэк-вокал
- Little Ice — хайпмен[англ.], бэк-вокал

Приглашённые музыканты
- Райли Гейл — вокал на «Point the Finger»
- Джейми Джаста — вокал на «Another Level»
- Эми Ли — вокал в «When I'm Gone»
- Джелло Биафра — дополнительный голос на «The Hate Is Real»
- Хорхе Инохоса — дополнительный голос на «The Hate Is Real»
- Hue X — дополнительный голос на «The Hate Is Real»
- Трина Счелси — дополнительный голос на «The Hate Is Real»
- Emotional Xan — дополнительный текст к «Point the Finger»
- Дэйв Ломбардо — дополнительные ударные на «Colors — 2020»
- Хосеан Орта — дополнительные ударные на «Ace of Spades»

Остальные участники
- Уилл Путни — продюсирование, сведение, мастеринг, дополнительные гитары
- Збигнев Беляк — обложка

## Чарты
| Чарт (2020)                          | Высшая позиция |
| ------------------------------------ | -------------- |
| Австралия (ARIA)                     | 27             |
| Австрия (Ö3 Austria)                 | 8              |
| Бельгия/Фландрия (Ultratop)          | 39             |
| Бельгия/Валлония (Ultratop)          | 34             |
| Финляндия (Suomen virallinen lista)  | 39             |
| Германия (Offizielle Top 100)        | 5              |
| Венгрия (MAHASZ)                     | 29             |
| Шотландия (Scottish Albums Chart)    | 53             |
| Швейцария (Schweizer Hitparade)      | 10             |
| США (Billboard Independent Albums)   | 46             |
| США (Billboard Top Album Sales)      | 28             |
| США (Billboard Top Hard Rock Albums) | 24             |